# سكينة أوزراوي
سكينة أوزراوي (المسمّاة أيضا سكينة أوزراوي ديكي - مواليد 29 غشت 2001 ببرشلونة)، هي لاعبة كرة قدم مغربية تلعب في مركز الهجوم في نادي أندرلخت البلجيكي ومنتخب المغرب. تحمل أوزراوي أيضا الجنسيتين الإسبانية والبلجيكية.
شاركت أوزراوي لأول مرة مع المنتخب المغربي النسوي يوم 6 أكتوبر 2022 ضد بولندا. لعبت بعد ذلك مع نفس المنتخب خلال كأس العالم للسيدات 2023، والتي كانت أول مشاركة للمغرب ولمنتخب عربي في هذه البطولة، وعرفت تأهل الفريق لدور ثمن النهاية، ليكون بذلك أول منتخب عربي يحقق هذا الإنجاز التاريخي.
على صعيد الألقاب، فازت أوزراوي ببطولة الدوري البلجيكي خمس مرات وكأس بلجيكا مرة واحدة مع نادي أندرلخت، كما أنها توجت أربع مرّات بجائزة أسد بلجيكا للصنف النسوي كأفضل لاعبة مغاربية وعربية في الدوري البلجيكي (2019-2020-2021-2023).